# يو إف سي ليلة القتال: موساوي ضد هول 2
يو إف سي ليلة القتال: موساوي ضد هول 2 (بالإنجليزية: UFC Fight Night: Mousasi vs. Hall 2)‏ هو حدث لفنون القتال المختلطة نظمته يو إف سي، أُقيم في 19 نوفمبر 2016، على مجمع أوديسي في بلفاست، أيرلندا الشمالية.